# Salon de Bruxelles de 1890
Le Salon de Bruxelles de 1890 est la vingt-huitième édition du Salon de Bruxelles, exposition périodique d'œuvres d'artistes vivants. Il a lieu en 1890, du 15 septembre au 16 novembre aux musées royaux des Beaux-Arts de Belgique.
Ce Salon est le vingtième organisé depuis l'Indépendance de la Belgique en 1831. 
Le Salon de 1890 a lieu, pour la quatrième fois de son existence, aux musées royaux des Beaux-Arts de Belgique, dans le bâtiment alors appelé « palais des Beaux-Arts » édifié selon les plans de l'architecte Alphonse Balat et inauguré le 1er août 1880 par le roi Léopold II.
La jeune école belge est mise en évidence par le jury de placement. Les études de plein air exposées sont nombreuses. Les œuvres des peintres belges Léon Frédéric, Émile Claus, Albert Baertsoen et Georgette Meunier sont acquises par le gouvernement pour les musées du pays.

## Organisation
Pour chaque exposition, les dates et l'organisation générale sont fixées par arrêté royal, sur proposition du ministre responsable. La commission directrice de l'exposition est ensuite nommée par arrêté ministériel, le règlement de l'exposition est également fixé par arrêté ministériel. Chaque Salon est donc géré par une commission directrice distincte.

## Contexte
Ce Salon est le dix-neuvième organisé depuis l'Indépendance de la Belgique en 1831. Le Salon a lieu, pour la troisième fois de son existence, aux musées royaux des Beaux-Arts de Belgique, dans le bâtiment alors appelé « palais des Beaux-Arts » édifié selon les plans de l'architecte Alphonse Balat et inauguré le 1er août 1880 par le roi Léopold II. 
L'exposition de 1890 débute le 15 septembre. Le roi Léopold II et la reine Marie-Henriette, accompagnés par Auguste Beernaert, chef du cabinet assistent à l'ouverture solennelle du Salon et sont reçus par Jean Robie, président de la commission directrice de l'exposition. Le roi admire particulièrement Le Dénicheur d'aigles et adresse des paroles flatteuses à son auteur, le sculpteur Jef Lambeaux, de même qu'à Julien Dillens qui expose sa statue Saint-Louis.

## Catalogue

### Données générales
Alors que le Salon de 1887 comprenait plus de 725 numéros, l'édition de 1890, alors que le jury a refusé beaucoup d'œuvres, en propose près de 1200. L'exposition occupe l'entièreté des locaux qui remplissaient autrefois le musée d'art ancien et le musée d'art moderne. Ce n'est pas tant le nombre élevé d'œuvres exposées qui rend exigus l'espace de l'exposition, mais la dimension des toiles. S'il n'existe plus de grande peinture, un thème usé sur lequel on a épuisé tout ce qu'il pouvait fournir de variations, on réalise encore de grand tableaux, et même davantage qu'auparavant. Les sujets familiers que l'on traitait jadis sous la forme de tableaux dits de genre ou de chevalet sont aujourd'hui développés sur de vastes toiles, de même que les paysages et les marines. Quant à la sculpture, elle bénéficie d'une vaste salle construite sur pilotis dans le jardin de l'ancienne cour, où elles bénéficient d'un éclairage et d'un espace à profusion.

### Peinture
La peinture mythologique et biblique est représentée par Joseph Stallaert, Jules Evariste van Biesbroeck et Jef Louis Van Leemputten. La jeune école belge est mise en évidence par le jury de placement. Albert Baertsoen, jeune luministe, se fait remarquer grâce à Sur la Tamise, brume d'hiver, d'une grande originalité d'aspect en même temps que par la largeur et l'énergie de la facture. Il expose aux côtés de peintres marinistes de renom comme Hendrik Willem Mesdag, Arthur Bouvier et Paul Clays. Leo Van Aken, jeune peintre anversois, représente, dans Souffrance humaine une scène poignante et lugubre interprétée de manière froide et morne. Pour sa part, Camille Van Camp a entrepris de montrer un épisode des fêtes patriotiques de 1880 au Parc du Cinquantenaire, où il représente les membres de la famille royale belge et plusieurs personnalités politiques et militaires.
Les paysages sont nombreux, mais moins qu'aux expositions précédentes. Franz Courtens exprime la richesse des tonalités de l'automne avec un grand éclat dans une forêt par des procédés d'exécution où le pinceau ne joue aucun rôle. Henri Van der Hecht expose Vue de Laethem-Saint-Martin, Théodore Verstraete présente Le Haleur, une excellente figure du sujet représenté vers le déclin du jour, sans autre prestige que celui de la vérité. Constantin Meunier a choisi les charbonnages du Hainaut avec Au Pays noir, une fidèle interprétation de lieux qu'il connaît bien. L'écrivain belge Gustave Vanzype rend hommage au talent des artistes Émile Claus et Léon Abry qui, avec Edouard De Jans, fondent quelques mois après le Salon, Les XIII,.

### Galerie d'œuvres exposées au Salon de Bruxelles de 1890

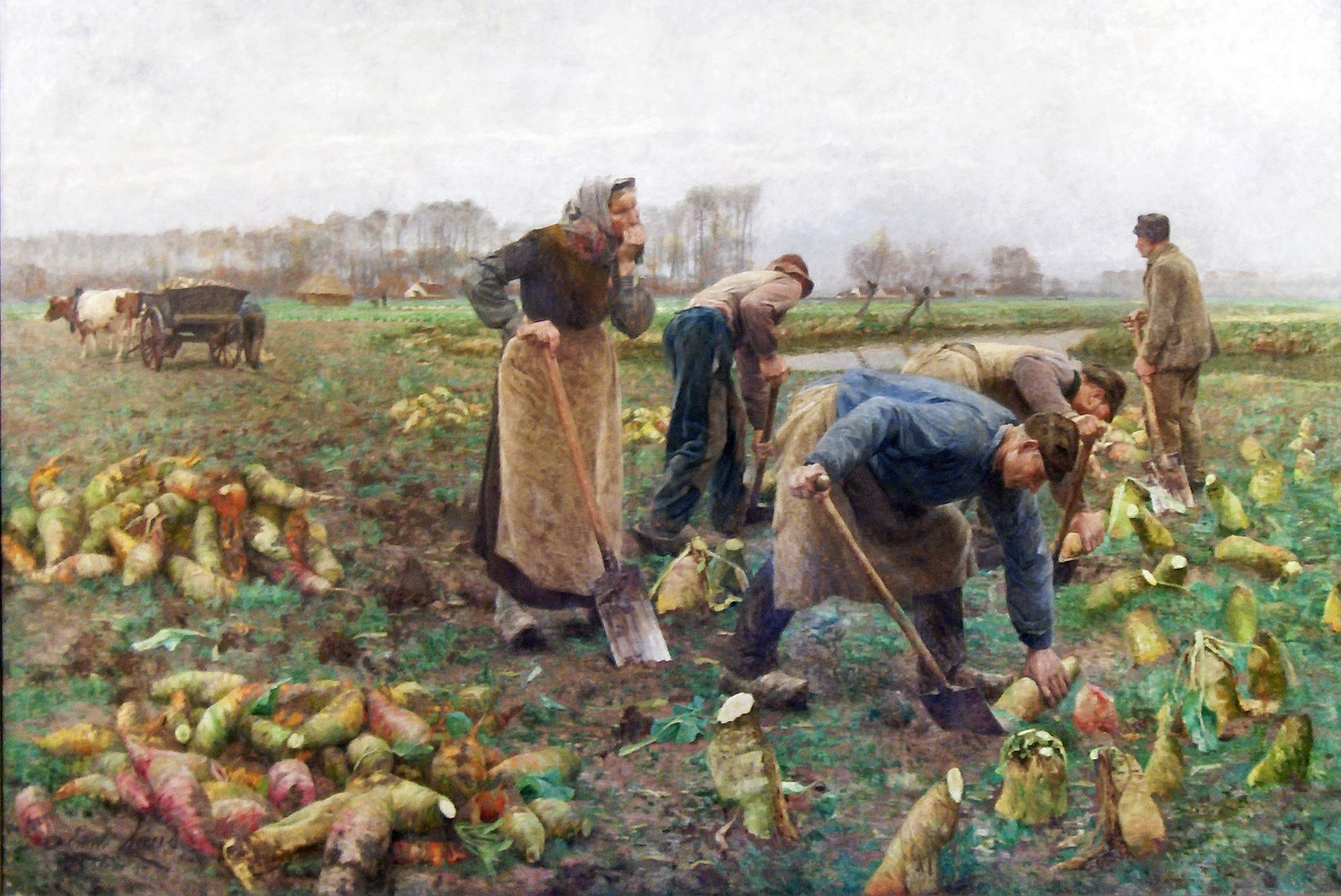
Émile Claus, La Récolte des betteraves (1890).
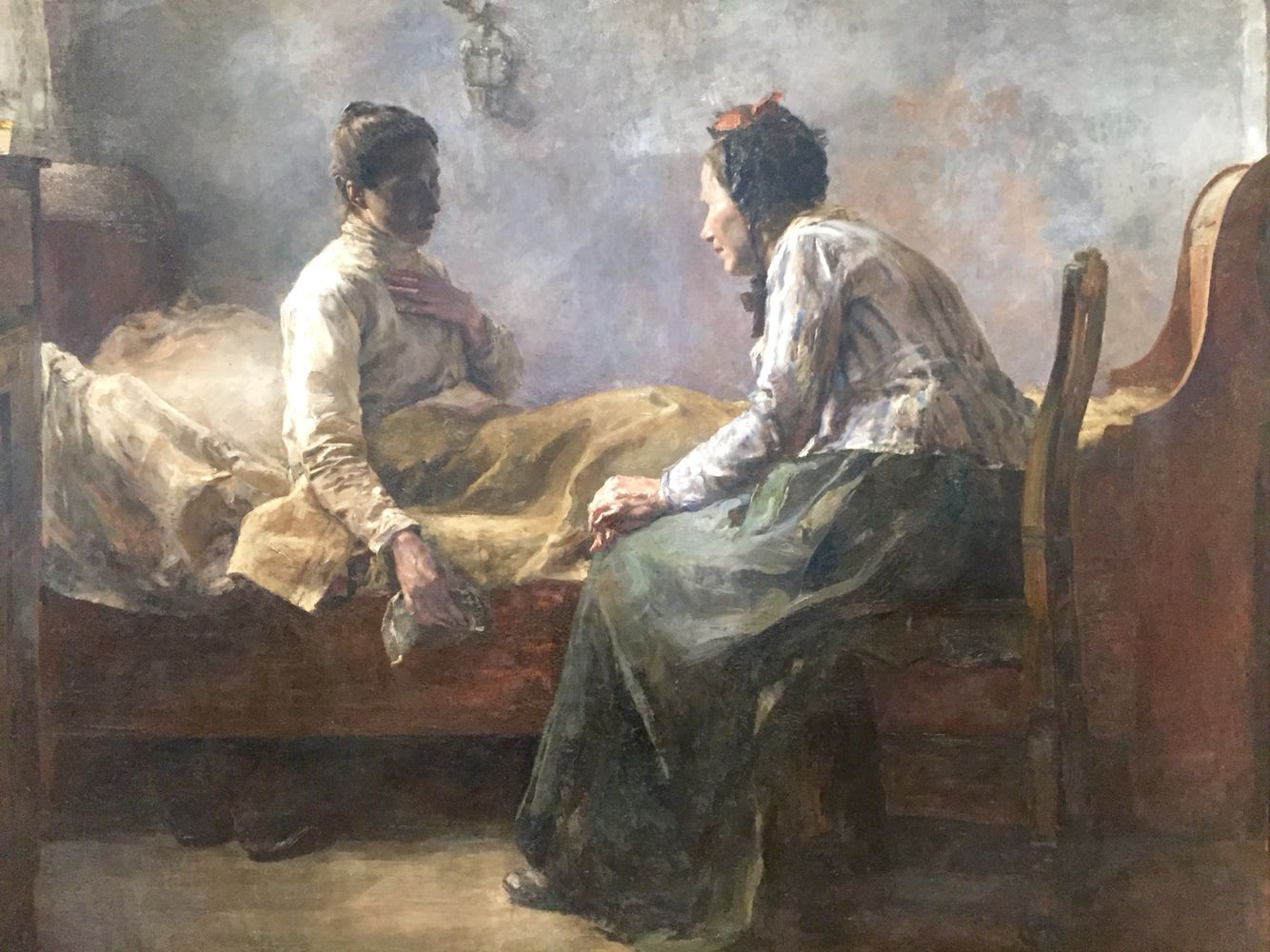
Leo Van Aken, Souffrance humaine, 1890.
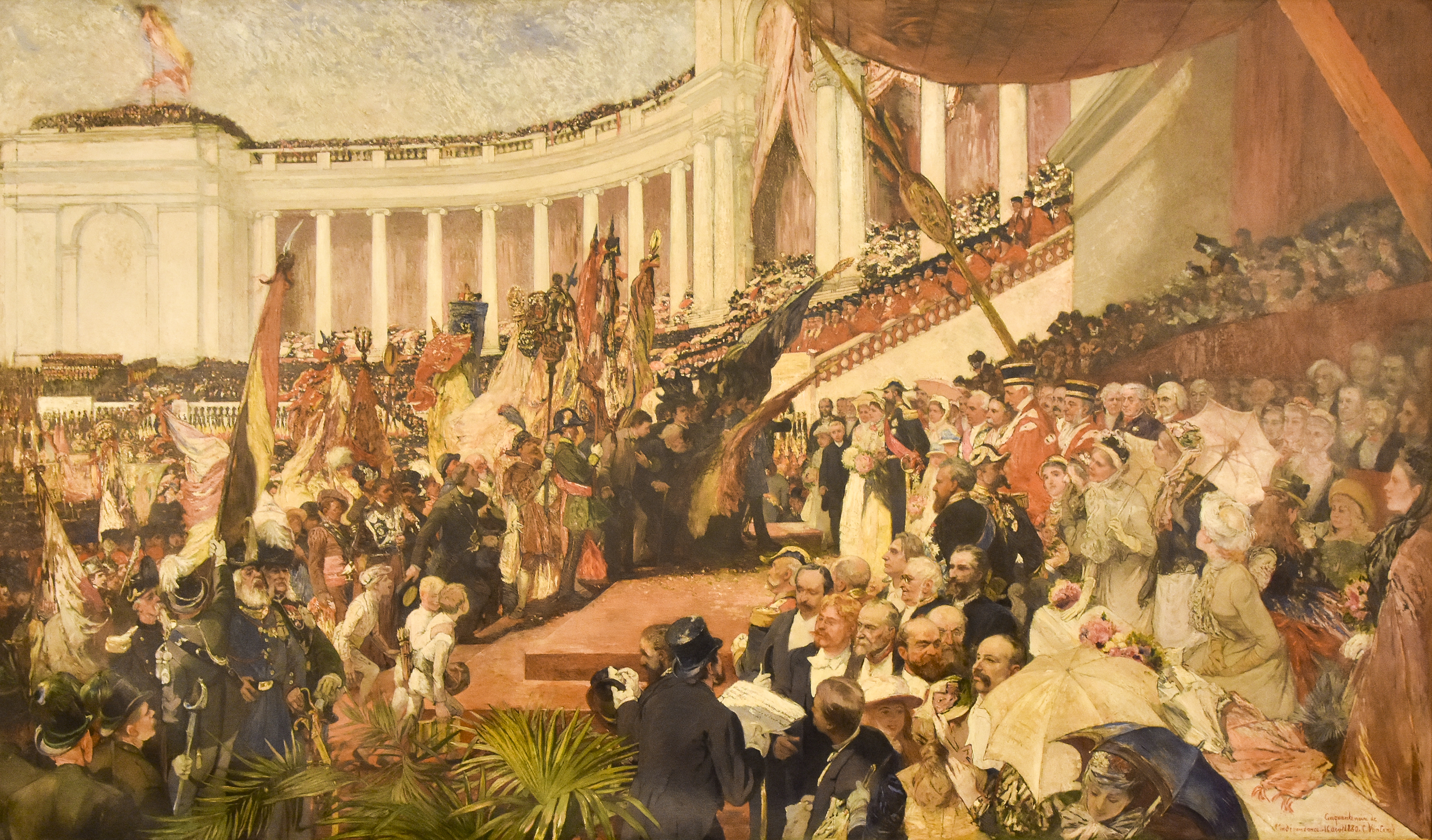
Camille Van Camp, La Fête patriotique du cinquantenaire de l'indépendance belge, 1890.
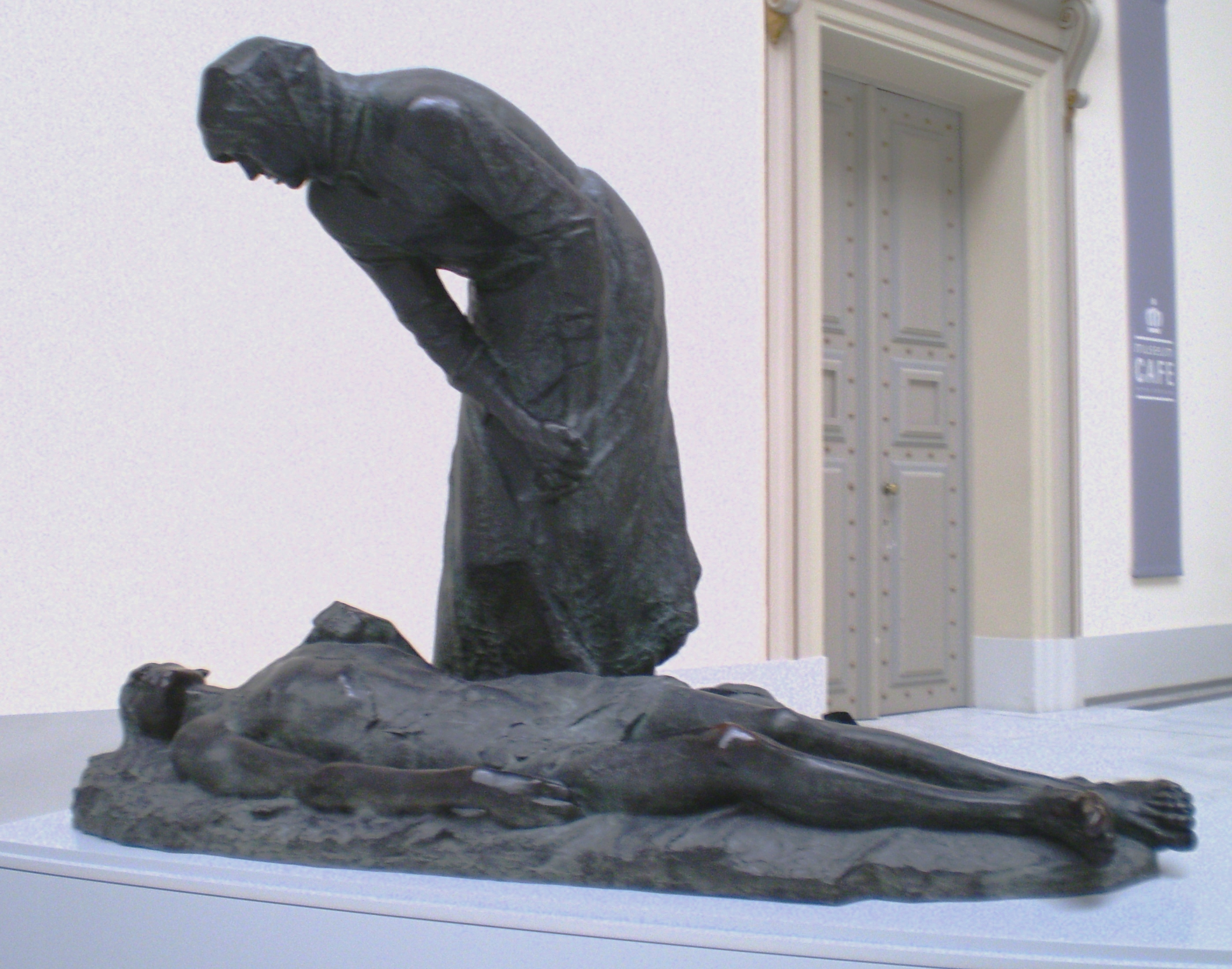
Constantin Meunier, Le Grisou (1888-1890).

### Sculpture
Constantin Meunier, expose le groupe en plâtre Le Grisou, qui témoigne de la conscience sociale de l'artiste. Selon Gustave Vanzype, cette œuvre est la plus puissante du Salon, d'une entière simplicité et qui le classe parmi les plus grands maîtres,. Julien Dillens a réalisé une statue en marbre Saint-Louis, représentant le roi de France portant dans l'expression du visage et dans l'attitude une empreinte de sentiment religieux.

## Résultats

### Achats par le gouvernement
Le gouvernement décide de l'acquisition pour le musée de l'État ou les musées de province :
- Peintures :
  - Léon Frédéric, Le Ruisseau, triptyque ;
  - Émile Claus, La Récolte des betteraves ;
  - Albert Baertsoen, Sur La Tamise ;
  - Georgette Meunier, L'Épée.

- Sculpture :
  - Égide Rombaux, Grand Jour.

### Entrées et recettes
Tandis que le Salon de 1884 a accueilli 54 731 visiteurs et réalisé des recettes de 38 504 francs, le Salon de 1887 a accueilli 36 195 visiteurs et réalisé des recettes de 28 839 francs et le Salon de 1890 a accueilli 31 345 visiteurs et réalisé des recettes de 22 755 francs. Le nombre de visiteurs a baissé de 50 % en six ans.

### Catalogue
- Catalogue, Exposition générale des Beaux-Arts de 1890, catalogue explicatif, Bruxelles, Ad. Mertens, 1890, 155 p..